# C. J. Sanders
Christopher Dwyane "C.J." Sanders, Jr. (18 de septiembre de 1996) es un niño actor estadounidense. Dos de sus papeles han sido en la película Ray, donde interpretó al joven Ray Charles, y el programa de televisión Six Feet Under, donde interpretó a Anthony Charles-Fisher en varios episodios. Su padre es el jugador de fútbol Chris Sanders. C.J. tiene su propia organización sin ánimo de lucro, CJ's Gift Foundation, cuya misión es "promover la autoestima y entre los desfavorecidos y en una juventud arriesgada y sus padres" y "para buscar propósito de ayudar a familias que han sido olvidadas, despreciadas y excluidas de oportunidades que producen un cambio positivo e inspira esperanza."
Ahora es una estrella del fútbol americano universitario, jugando como WR titular en la mítica universidad de Notre Dame.